# Paraza
Paraza é uma comuna francesa na região administrativa de Occitânia, no departamento de Aude. Estende-se por uma área de 9,47 km². Em 2010 a comuna tinha 658 habitantes (densidade: 69,5 hab./km²).